# Perlodes stigmata
Perlodes stigmata är en bäcksländeart som beskrevs av Ra, Kim, Kang och Ham 1994. Perlodes stigmata ingår i släktet Perlodes och familjen rovbäcksländor. Inga underarter finns listade i Catalogue of Life.